# Ludwig Gremp von Freudenstein
Ludwig Gremp (von Freudenstein) (* 1509 in Stuttgart; † 11./13. Mai 1583 in Straßburg) war ein deutscher Rechtswissenschaftler und Syndikus der Stadt Straßburg. 1552 wurde er in den Reichsadel erhoben (von Freudenstein).

## Leben und Wirken
Ludwig Gremp wurde 1509 in Stuttgart geboren. Seine Eltern waren der württembergische Rat und Kammermeister Onophrius Gremp (um 1487–1554) und Agathe geb. Besserer (um 1490–1550). Im Herbst 1525 schrieb er sich als Luduicus Gremper de  Stutgardia an der Universität Tübingen ein und verlegte sich später auf das Studium der Rechtswissenschaft. 1535 setzte er sein Studium an der Universität Orléans und 1536 an der Universität Ingolstadt fort. 1537 wurde er an der Universität Tübingen zum Professor der Rechtswissenschaft berufen, höchstwahrscheinlich war er hier kurz zuvor zum Doktor der Rechte promoviert worden. Sein Lehrauftrag umfasste das gesamte Corpus iuris civilis; während seiner Tätigkeit in Tübingen veröffentlichte er zwei juristische Lehrbücher. 1538/39 bekleidete er auch das Amt des Rektors. 1541 nahm er einen Ruf als Stadtsyndikus der Reichsstadt Straßburg an und hatte dieses Amt bis zu seinem Tod im Jahre 1583 inne.
In dieser Funktion  entfaltete Gremp eine umfassende und bedeutsame Tätigkeit. Er beteiligte sich an Rechtsgutachten und vertrat die protestantische Stadt auf verschiedenen Reichstagen und gegenüber dem Kaiser. Bei diesen wegen des konfessionellen Konflikts im Reich überaus schwierigen diplomatischen Missionen trat er als Protestant gleichwohl ausgleichend und vermittelnd auf.
In seinem letzten Lebensjahr veranlasste er, dass sein Vermögen in eine Familienstiftung überführt wurde, die Angehörigen seiner Familie fortan das Studium an der Universität Tübingen finanziell erleichtern sollte. Diese Stiftung besteht im Kern heute noch. Zugleich übereignete er seine umfangreiche Privatbibliothek der Universität Tübingen.
Gremp war zweimal verheiratet: zuerst mit Anna geb. Küchlin, die bereits 1538 nach etwa zwei Ehejahren verstarb; dann heiratete er 1540 in Straßburg Barbara geb. Münch (1522–1574). Aus den Ehen seiner sechs ihn überlebenden Töchter erwuchsen Gremp zahlreiche Nachkommen, während sein einziger Sohn Hans Ludwig im Jahre 1578 noch als Student starb.

## Die Grempsche Bibliothek
Die Grempsche Bibliothek umfasste bei ihrer Überführung von Straßburg nach Tübingen etwa 2700 Bände. Aus dem Stiftungsvermögen wurde sie in den nachfolgenden Jahrhunderten um Neuanschaffungen erheblich vermehrt und enthielt im Jahre 1912 um die 11.000 Bände aus fast allen Fachgebieten. Sie wurde in der Universitätsbibliothek Tübingen aufgestellt, jedoch von ihr getrennt durch einen eigenen von der Universität zu ernennenden Bibliothekar verwaltet. Ihr erster Bibliothekar war der Professor für Rhetorik und Logik, Georg Burckhard (1539–1607). Später verwaltete der Bibliothekar zugleich auch (als Oberbibliothekar) den Bestand der Universitätsbibliothek. Lange Zeit war die Grempsche Bibliothek den Angehörigen der Familie Gremp vorbehalten; anderen Tübinger Stipendiaten und Universitätsprofessoren wurde die Ausleihe im Einzelfall ermöglicht. Erst im 19. Jahrhundert konnte der Kreis der Nutzer erweitert werden. Beim Bezug des Neubaus der Universitätsbibliothek Tübingen im Jahre 1912 wurde die Trennung der Bibliotheksbestände aufgehoben und die Grempsche Bibliothek vollständig in den Bestand der Universitätsbibliothek integriert.
Die Grempsche Bibliothek stellt eine außerordentlich bedeutsame und wertvolle wissenschaftliche Privatbibliothek der Neuzeit mit vielen Originaleinbänden dar. Ihre handschriftlichen Kataloge haben sich im Bestand der Handschriftenabteilung der Universitätsbibliothek erhalten.

## Schriften
- Analysis. Resolutio Dialectica Quatuor Librorum Institutionum Imperialium. Emmel, Straßburg 1567.
- Stattliche Außfürung der Ursachen, darumben die Chur- und Fürsten, auch andere Stende der Augspurgischen Confession, deß Bapsts Pii IIII. außgeschriben vermeynt Concilium, so er gegen Trient angesetzt, nit besuchen khünden, noch zu besuchen schuldig gewesen sind, Gruppenbach. Tübingen 1583.
- Codicis Iustinianaei methodica tractatio. Fischer, Frankfurt am Main 1593.
- Summa und Inhalt aller undergebner Acten unnd darauff gestellter Rathschläg der erbaren Frey- und Reichstätt Session, Stand und Stimm belangende. o. O. [1615].